# Trichoclinocera longipes
Trichoclinocera longipes är en tvåvingeart som först beskrevs av Walker 1849.  Trichoclinocera longipes ingår i släktet Trichoclinocera och familjen dansflugor.
Artens utbredningsområde är Ontario. Inga underarter finns listade i Catalogue of Life.